# Storbritanniens landslag i drakbåt
Storbritanniens landslag i drakbåt representerar Storbritannien i landslagstävlingar i drakbåt.

## Seniorlandslaget

### IDBF-VM
I tabellen visas de medaljer som Storbritannien tagit i VM som arrangeras av International Dragon Boat Federation (IDBF).
| År     | Värdort      | Guld | Silver | Brons | Totalt |
| ------ | ------------ | ---- | ------ | ----- | ------ |
| 1995   | Yueyang      | ?    | ?      | ?     | ?      |
| 1997   | Hongkong     | ?    | ?      | ?     | ?      |
| 1999   | Nottingham   | ?    | ?      | ?     | ?      |
| 2001   | Philadelphia | ?    | ?      | ?     | ?      |
| 2003   | Poznań       | ?    | ?      | ?     | ?      |
| 2004   | Shanghai     | ?    | ?      | ?     | ?      |
| 2005   | Berlin       | ?    | ?      | ?     | ?      |
| 2007   | Sydney       | ?    | ?      | ?     | ?      |
| 2009   | Račice       | 0    | 0      | 0     | 0      |
| 2011   | Tampa Bay    | 0    | 0      | 1     | 1      |
| 2013   | Szeged       | 0    | 1      | 0     | 1      |
| 2015   | Welland      | 0    | 0      | 0     | 0      |
| 2017   | Kunming      | 0    | 0      | 1     | 1      |
| 2019   | Pattaya      | ?    | ?      | ?     | ?      |
| 2023   | Pattaya      | ?    | ?      | ?     | ?      |
| Totalt | Totalt       | 0    | 1      | 2     | 3      |

### EDBF-EM
I tabellen visas de medaljer som Storbritannien tagit i EM som arrangeras av European Dragon Boat Federation (EDBF).
| År     | Värdort          | Guld | Silver | Brons | Totalt |
| ------ | ---------------- | ---- | ------ | ----- | ------ |
| 1996   | Silkeborg        | 0    | 0      | 2     | 2      |
| 1998   | Rom              | ?    | ?      | ?     | ?      |
| 2000   | Malmö            | 3    | 0      | 2     | 5      |
| 2002   | Poznań           | 3    | 2      | 1     | 6      |
| 2004   | Stockton-on-Tees | 0    | 1      | 4     | 5      |
| 2006   | Prag             | 3    | 1      | 0     | 4      |
| 2008   | Sabaudia         | 0    | 2      | 1     | 3      |
| 2010   | Amsterdam        | 3    | 0      | 0     | 3      |
| 2012   | Nottingham       | 7    | 0      | 1     | 8      |
| 2014   | Račice           | 1    | 2      | 3     | 6      |
| 2016   | Rom              | 0    | 0      | 1     | 1      |
| 2018   | Brandenburg      | ?    | ?      | ?     | ?      |
| 2022   | Banyoles         | ?    | ?      | ?     | ?      |
| Totalt | Totalt           | 20   | 8      | 15    | 43     |

## U24-landslaget

### EDBF-EM
I tabellen visas de medaljer som Storbritannien tagit i EM som arrangeras av European Dragon Boat Federation (EDBF).
| År     | Värdort     | Guld                       | Silver                     | Brons                      | Totalt                     |
| ------ | ----------- | -------------------------- | -------------------------- | -------------------------- | -------------------------- |
| 2010   | Amsterdam   | Storbritannien deltog inte | Storbritannien deltog inte | Storbritannien deltog inte | Storbritannien deltog inte |
| 2016   | Rom         | 0                          | 0                          | 3                          | 3                          |
| 2018   | Brandenburg | ?                          | ?                          | ?                          | ?                          |
| 2022   | Banyoles    | ?                          | ?                          | ?                          | ?                          |
| Totalt | Totalt      | 0                          | 0                          | 3                          | 3                          |